# میلیونر

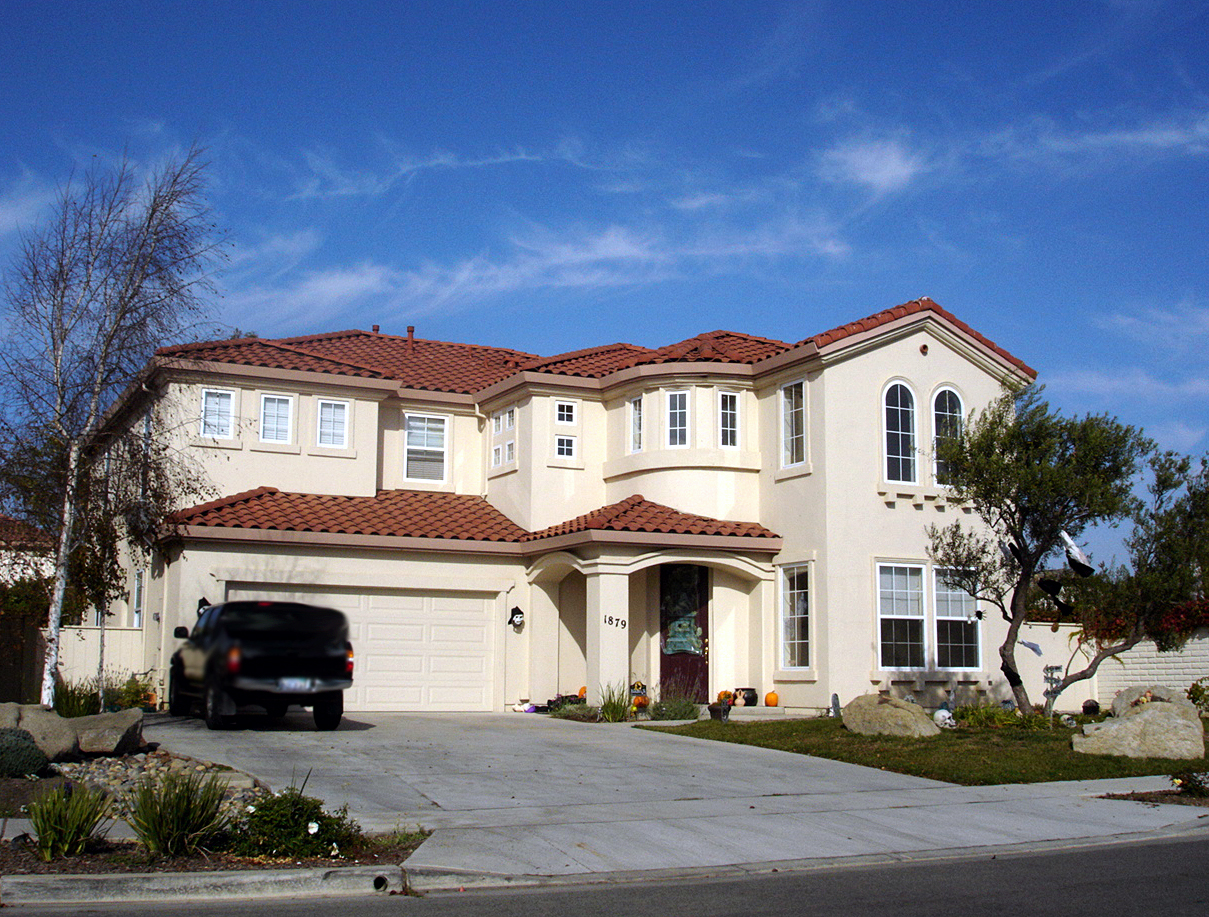
یک خانه بزرگ به ارزش تقریبی ۱٬۰۰۰٬۰۰۰ دلار (۲۰۰۶) در سالیناس، کالیفرنیا، برای مقیاس قدرت خرید نشان داده شده‌است

میلیونر فردی است که ثروت خالص او برابر یا بیش از یک میلیون (۱٬۰۰۰٬۰۰۰) واحد پول باشد. همچنین می‌تواند شخصی باشد که یک میلیون واحد پول در حساب بانکی یا حساب پس‌انداز دارد.
در کشورهایی که از نظام مقیاس بزرگ استفاده می‌کنند، میلیاردر کسی است که حداقل هزار میلیون دلار، یورو یا ارز کشور مورد نظر را داشته باشد.

## شمار میلیونرها برپایه منطقه
جدول زیر شمار میلیونرها را نشان می‌دهد:
| پراکندگی میلیونرها (برپایه منطقه) | پراکندگی میلیونرها (برپایه منطقه) | پراکندگی میلیونرها (برپایه منطقه) |
| منطقه                             | شمار میلیونرها                    | میزان ثروت                        |
| --------------------------------- | --------------------------------- | --------------------------------- |
| جهان                              | ۱۲ میلیون                         | $۴۶٫۲ تریلیون                     |
| آمریکای شمالی                     | ۳٫۷۳ میلیون                       | $۱۲٫۷ تریلیون                     |
| آسیا-اقیانوسیه                    | ۳٫۶۸ میلیون                       | $۱۲٫۰ تریلیون                     |
| اروپا                             | ۳٫۴۱ میلیون                       | $۱۰٫۹ تریلیون                     |
| آمریکای لاتین                     | ۰٫۵۲ میلیون                       | $۷٫۵ تریلیون                      |
| خاورمیانه                         | ۰٫۴۹ میلیون                       | $۱٫۸ تریلیون                      |
| آفریقا                            | ۰٫۱۴ میلیون                       | $۱٫۳ تریلیون                      |

## شمار میلیونرها برپایه کشور
شمار میلیونرها برپایه کشور طبق آمار کردیت سوئیس در سال ۲۰۱۹ میلادی:
| رتبه | کشور                | شمار میلیونرها | % از جمعیت جهان |
| ۱    | ایالات متحده آمریکا | ۱۸٬۶۱۴٬۰۰۰     | ۴۰٪             |
| ۲    | چین                 | ۴٬۴۴۷٬۰۰۰      | ۱۰٪             |
| ۳    | ژاپن                | ۳٬۰۲۵٬۰۰۰      | ۶٪              |
| ۴    | بریتانیا            | ۲٬۴۶۰٬۰۰۰      | ۵٪              |
| ۵    | آلمان               | ۲٬۱۸۷٬۰۰۰      | ۵٪              |
| ۶    | فرانسه              | ۲٬۰۷۱٬۰۰۰      | ۴٪              |
| ۷    | ایتالیا             | ۱٬۴۹۶٬۰۰۰      | ۳٪              |
| ۸    | کانادا              | ۱٬۳۲۲٬۰۰۰      | ۳٪              |
| ۹    | استرالیا            | ۱٬۱۸۰٬۰۰۰      | ۳٪              |
| ۱۰   | اسپانیا             | ۹۷۹٬۰۰۰        | ۲٪              |
| ۱۱   | هلند                | ۸۳۲٬۰۰۰        | ۲٪              |
| ۱۲   | سوئیس               | ۸۱۰٬۰۰۰        | ۲٪              |
| ۱۳   | هند                 | ۷۵۹٬۰۰۰        | ۲٪              |
| ۱۴   | کره جنوبی           | ۷۴۱٬۰۰۰        | ۲٪              |
| ۱۵   | تایوان              | ۵۲۸٬۰۰۰        | ۱٪              |

## شمار میلیونرها برپایه شهر
شمار میلیونرها برپایه شهر براساس آمار سال ۲۰۱۸ میلادی:
| رتبه | شهر          | شمار میلیونرها (۲۰۱۸) |
| ---- | ------------ | --------------------- |
| ۱    | لندن         | ۳۵۷٬۲۰۰               |
| ۲    | نیویورک      | ۳۳۹٬۲۰۰               |
| ۳    | توکیو        | ۲۷۹٬۸۰۰               |
| ۴    | هنگ کنگ      | ۲۵۰٬۷۰۰               |
| ۵    | سنگاپور      | ۲۳۹٬۰۰۰               |
| ۶    | سان‌فرانسیسکو | ۲۲۰٬۰۰۰               |
| ۷    | لس‌آنجلس      | ۱۹۹٬۳۰۰               |
| ۸    | شیکاگو       | ۱۵۰٬۲۰۰               |
| ۹    | پکن          | ۱۴۹٬۰۰۰               |
| ۱۰   | شانگهای      | ۱۴۵٬۸۰۰               |
| ۱۱   | فرانکفورت    | ۱۲۸٬۳۰۰               |
| ۱۲   | استان اوساکا | ۱۱۷٬۷۰۰               |
| ۱۳   | پاریس        | ۱۱۰٬۹۰۰               |
| ۱۴   | تورنتو       | ۱۰۹٬۳۰۰               |
| ۱۵   | زوریخ        | ۱۰۹٬۲۰۰               |
| ۱۶   | سئول         | ۱۰۸٬۱۰۰               |
| ۱۷   | کانتون ژنو   | ۱۰۴٬۳۰۰               |
| ۱۸   | مکزیکوسیتی   | ۸۶٬۷۰۰                |
| ۱۹   | مونیخ        | ۷۸٬۹۰۰                |
| ۲۰   | بمبئی        | ۴۸٬۱۰۰                |
| ۲۱   | استانبول     | ۲۷٬۳۰۰                |
| ۲۲   | ژوهانسبورگ   | ۱۸٬۲۰۰                |
| ۲۳   | قاهره        | ۸٬۹۰۰                 |
| ۲۴   | کیپ‌تاون      | ۸٬۲۰۰                 |
| ۲۵   | لاگوس        | ۶٬۸۰۰                 |
| ۲۶   | نایروبی      | ۶٬۸۰۰                 |
| ۲۷   | کازابلانکا   | ۲٬۳۰۰                 |
| ۲۸   | اسکندریه     | ۱٬۸۰۰                 |